# Epicephala albistriatella
Epicephala albistriatella är en fjärilsart som först beskrevs av Turner 1894.  Epicephala albistriatella ingår i släktet Epicephala och familjen styltmalar. Inga underarter finns listade i Catalogue of Life.